# Brusnica (Lopare, BiH)
Brusnica je naseljeno mjesto u sastavu općine Lopare, Republika Srpska, BiH.

## Stanovništvo
| Brusnica           |              |
| godina popisa      | 1991.        |
| Srbi               | 480 (98,36%) |
| Muslimani          | 0            |
| Hrvati             | 0            |
| Jugoslaveni        | 8 (1,63%)    |
| ostali i nepoznato | 0            |
| ukupno             | 488          |